# 雅-miyavizm-主義
『雅-miyavizm-主義』（ミヤヴィズム）は、雅-miyavi-のメジャー1stアルバム。2005年6月1日発売。発売元はユニバーサルJ。

## 概要
- シングル『ロックの逆襲 -スーパースターの条件-/21世紀型行進曲』で、マスタリングを担当したジョージ・マリノが引き続き参加。
- 新曲10曲全て作詞・作曲・編曲を自らで行い録音も全て自宅で行った。

## パッケージ
- 初回盤[2]・通常盤[1]の2タイプで同時発売。
- 初回盤（1曲）・通常盤（2曲）共にボーナス・トラック収録。
- 初回盤は雅自らが楽曲を紹介する映像を収録したDVD同梱。
- 通常盤は手書き歌詞カードが付属。

## 収録曲

### CD
作詞・作曲・編曲：雅-miyavi-
太字はシングル曲。
1. 好っきゃねんMYV〜MYVマン公式応援歌〜（前編）
2. 恋はプッシュホン♪
3. ビバ★ビバ★ビバップ〜人生、泣き笑い〜
4. ポップンロール甲子園（ベースボール）
5. 阿呆祭-アホまつり-
6. さいさいさいならByebyebye/featuring：PSY
7. 雨に唄えば〜ピチピチチャプチャプランランブルース〜
8. ROCK'N'ROLL IS "NOT"DEAD（邦題：ロックンロールは眠らない）
9. ♂パパママ♀〜望まれヌBaby〜
10. 好っきゃねんMYV〜MYVマン公式応援歌〜（後編）
  - シェイクスピアに捧ぐ（初回盤のみ収録）
  - ロックの逆襲 -スーパースターの条件-（通常盤のみ収録）
  - Freedom Fighters -アイスクリーム持った裸足の女神と、機関銃持った裸の王様-（通常盤のみ収録）

### DVD 初回限定盤
1. ここでしか見られない豪華特典映像35分強!!